# 半ズボン

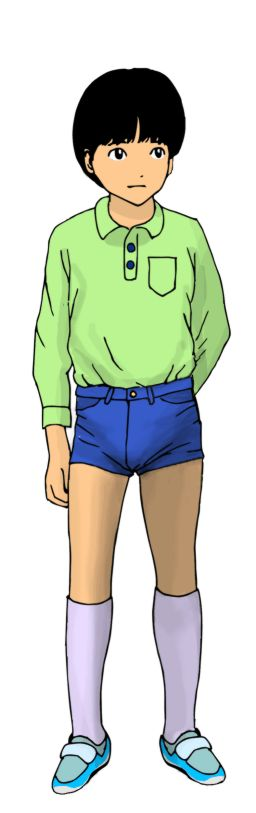
当時の半ズボンを着用した少年。

半ズボン（はんズボン）は、膝より丈の短いズボン（裾が5分丈未満）の総称である。類義語としてショートパンツ、ハーフパンツ、短パンなどがある。服飾業界でも、丈の長さや形態についての明確な定義は無い。
1. 中世以来の欧州で着用されていた男性用の短いズボン→en:Breechesを参照
2. イギリス領バミューダ諸島での利用が知られる膝丈のズボン→バミューダショーツを参照
3. 1960年代から使用され始めた女性用の非常に丈の短いズボン→ホットパンツを参照
4. 子供用の1〜2分丈のズボン。日本では1950年頃から1990年頃まで男児用として一般的だった。

ここでは4について詳述する。

## 子供服としての位置付け
中世以前のヨーロッパには、服装による身分の区別はあったが、大人と子供の服装の特別な違いはなかった。(大人と子供の区別自体が明確ではなかった。)。
大人と子供の服装による区別が始まったのは、身分制度の解体が始まった17世紀だった。当時の大人達は子供に大人とは異なる「可愛らしい」「元気なもの」という価値観をあてはめた。1925年にハンガリーで発表された児童文学『ほんとうの空色』の終章では主人公の少年が半ズボンを卒業し、夢多き少年時代と別れを告げる場面がある。フィリップ・アリエスは、「＜子供＞の誕生－アンシャン・レジーム期の子供と家族生活」の中で「私たちはと言えば、今や遅くまで子供扱いされる恥ずかしさの象徴としての半ズボンを、実に長い間穿いていた。」とある。
永井荷風の「洋服論」には「ズボンは中学校に入り十五、六歳にいたるまで必（かならず）半ズボンなりき。（中略）長ズボンは小児の穿（うが）つべきものならずとて、予はいつも半ズボンなりしかば」とある。
イギリスの上流階級や貴族の習慣として、8歳ぐらいまでの男児には長ズボンを穿かせず、半ズボンを穿かせる風習がある。

## 普及から衰退までの経緯
既製品としての半ズボンの普及が始まったのは、1950年頃である。当時は地位が高かった百貨店が、子供服として半ズボンの販売を開始し、都市部を中心に普段着として広まった。
バブル期に、日本の子供ファッションは海外トレンドの影響を受けた。これらは丈長で出揃っており、日本のトレンドも追随することになった。1993年にファッショントレンドの変化に追随した衣料業界がハーフパンツを投入し、代わりに半ズボンの売場面積を縮小する動きがあった。

## ドイツの伝統的な男児服
ドイツにはレーダーホーゼン(en:Lederhosen)と呼ばれる民族服がある。これは皮製の膝丈ぐらいの半ズボンである。子供用のものは特に裾が短くなっている。昔のドイツでは男の子は16歳ぐらいまでこのようなレーダーホーゼンを着用していた。吊り紐や前面部の覆いが特徴的であるが、子供用のレーダーホーゼンには刺繍による装飾は無いのが普通である。今日でも、ドイツやフランスのボーイスカウトでは、正式な制服ではないものの、様々な形態のレーダーホーゼンが使用されている。レーダーホーゼンは1930年代から1970年代にかけてオーストリアの男児服としても着用された。現在ではビアガーデンやZeltfestなどイベントや特別な日に使用される。